# گراف کیلی

گراف کیلی گروه آزاد تولید شده توسط دو مولد a و b

در ریاضیات، یک گراف کیلی، گرافی است که ساختار جبری یک گروه جبری را در خود دارد. نام گراف کیلی پس از قضیهٔ کیلی پیشنهاد شد که در تعریف آن یک گروه به همراه مجموعه‌ای از عناصر آن (معمولاً مولد آن گروه) در نظر گرفته می‌شود.

## تعریف
فرض کنید
{\displaystyle G}
یک گروه، و
{\displaystyle S}
یک مجموعهٔ مولد برای آن باشد. گراف کیلی
{\displaystyle \Gamma =\Gamma (G,S)}
از عناصر گروه به عنوان رئوس گراف تشکیل شده‌است طوری که بین هر کدام از این رئوس (عناصر گروه) یک یال وجود دارد هرگاه عضوی از
{\displaystyle S}
وجود داشته باشد که با ضرب در یکی از رئوس دیگری را بسازد؛ مثلاً برای عضو دلخواه
{\displaystyle g}
در
{\displaystyle G}
همهٔ عناصری به شکل
{\displaystyle g*s}
که
{\displaystyle s}
در
{\displaystyle S}
تغییر می‌کند
به
{\displaystyle g}
متصل‌اند.
پس هر گراف کیلی منظم است. چون هر راس آن از درجهٔ
{\displaystyle |S|}
است.